# Let There Be Rock
Let There Be Rock (с англ. — «Да будет рок») — четвёртый студийный альбом австралийской рок-группы AC/DC.
Австралийская версия диска была выпущена в марте 1977 года на лейбле Albert Productions, международная — в июне 1977 года, на лейбле Atlantic Records. Международное издание отличается от австралийского только одной песней — «Crabsody in Blue» заменена укороченной версией песни «Problem Child», ранее издававшейся в альбоме Dirty Deeds Done Dirt Cheap («Crabsody in Blue» была издана в 2009 году на сборнике Backtracks).
В 2003 году альбом был переиздан в составе серии AC/DC Remasters.

## Об альбоме
«Я наблюдал, как записывался Let There Be Rock. Они играли на эмоциях, не стремились к техническому совершенству. Они могли играть до тех пор, покуда Джордж [Янг] не говорил: „Думаю, сейчас вы поймали нужное настроение“. Могло пройти пять минут, могло десять. Не забывайте, тогда не было драм-машин, записи в один клик, ничего такого. У них был только отбойный молоток в лице Фила Радда».— Грэм Бидструп ("The Angels")
Предыдущий альбом группы разочаровал лейбл Atlantic, и контракт с AC/DC был расторгнут. Однако, при содействии главы лондонского филиала Atlantic Фила Карсона (апеллировавшего к уровню продаж дебютного High Voltage), группа была принята обратно. Басист группы Марк Эванс так описал настроение группы: «Мы были по-настоящему взбешены. Это не обсуждалось. Мы собирались записать хитовый альбом и запихнуть его им в…».
Ангус Янг вспоминал дым, шедший из усилителя во время записи заглавного трека: «Джордж заорал: „Не останавливайся!“ Усилитель продержался до конца песни, а потом расплавился».
Let There Be Rock — последнее издание группы, в записи которого участвовал бас-гитарист Марк Эванс (в дальнейшем его заменил Клифф Уильямс). Пальцы на обложке австралийского издания принадлежат Крису Тёрнеру из австралийской рок-группы Buffalo.
В апреле 1977 года группа записала живое исполнение песни «Dog Eat Dog», на австралийском телешоу Countdown, а в июле того же года был снят видеоклип на заглавный трек альбома.
В 1980 году группа выпустила видео AC/DC: Let There Be Rock, содержащее запись концерта в Париже, 9 декабря 1979 года (один из последних концертов с участием Бона Скотта, погибшего через два месяца) и интервью с участниками коллектива. Аудиоверсия этого концерта Let There Be Rock: The Movie была выпущена в 1997 году в виде второго и третьего дисков бокс-сета Bonfire.
Австралийский выпуск альбома был прохладно встречен критиками и с трудом вошёл в австралийский Топ-20. В чартах США диск поднялся до 154-го места, до 17-го в Великобритании.
Альбом достиг максимального уровня продаж в США и ему был присвоен дважды платиновый статус от RIAA за тираж более 2 миллионов экземпляров, в декабре 1997 года.

## Список композиций
Австралийская версия
Слова и музыка всех песен — написаны Ангусом Янгом, Малькольмом Янгом и Боном Скоттом.
| №  | Название            | Длительность |
| -- | ------------------- | ------------ |
| 1. | «Go Down»           | 5:17         |
| 2. | «Dog Eat Dog»       | 3:30         |
| 3. | «Let There Be Rock» | 6:02         |
| 4. | «Bad Boy Boogie»    | 4:18         |

| №                   | Название                       | Длительность |
| ------------------- | ------------------------------ | ------------ |
| 1.                  | «Overdose»                     | 5:47         |
| 2.                  | «Crabsody in Blue»             | 4:39         |
| 3.                  | «Hell Ain’t a Bad Place to Be» | 4:12         |
| 4.                  | «Whole Lotta Rosie»            | 5:25         |
| Общая длительность: | Общая длительность:            | 39:10        |

Международная версия
| №  | Название            | Длительность |
| -- | ------------------- | ------------ |
| 1. | «Go Down»           | 5:20         |
| 2. | «Dog Eat Dog»       | 3:30         |
| 3. | «Let There Be Rock» | 6:12         |
| 4. | «Bad Boy Boogie»    | 4:29         |

| №                   | Название                       | Длительность |
| ------------------- | ------------------------------ | ------------ |
| 1.                  | «Problem Child»                | 5:50         |
| 2.                  | «Overdose»                     | 6:03         |
| 3.                  | «Hell Ain’t a Bad Place to Be» | 4:20         |
| 4.                  | «Whole Lotta Rosie»            | 5:27         |
| Общая длительность: | Общая длительность:            | 41:11        |

## Участники записи
Приведены по сведениям баз данных Discogs и AllMusic.

| : - Бон Скотт — вокал - Ангус Янг — лидер-гитара - Малькольм Янг — ритм-гитара, бэк-вокал - Марк Эванс — бас-гитара - Фил Радд — ударные Технический персонал: - Гарри Ванда — музыкальный продюсер - Джордж Янг — музыкальный продюсер - Марк Опиц — звукооператор - Джордж Пекхэм — нарезка лакового слоя Художественное оформление конверта: - Боб Дефрин — арт-директор - Колин Стед — фотография для обложки австралийской версии - Кит Моррис — фотография для обложки международной версии - Джерард Уэрта — разработка шрифта и логотипа группы | Переиздание 2003 года: - Майкл Фрейзер — мастеринг-супервайзер - Аль Квальери — мастеринг-супервайзер - Джордж Марино — инженер мастеринга, цифровой ремастеринг - Юджин Настаси — оцифровка - Smay Vision — дизайн буклета - Ричард Форд — художественное оформление - Боб Груэн — фотография (внутренняя вкладка — левая) - Джонатан Постал — фотографии (внутренняя вкладка — правая, страницы 2—6, 9 (правая сторона), 10, 12—15) - Photofest — фотографии (страница 10) - Чак Пулин — фотографии (страницы 8, 9 (левая сторона) - Albert Productions — подборка артефактов - Арно Дюрье — подборка артефактов - Мюррей Энглхарт — автор текста для буклета |

## Позиции в хит-парадах
| Год  | Чарт                                                                     | Высшая позиция | Пребывание в чарте |
| ---- | ------------------------------------------------------------------------ | -------------- | ------------------ |
| 1977 | Австралия (Kent Music Report)                                            | 19             | нет данных         |
| 1977 | Великобритания (UK Albums Chart)                                         | 17             | 5 недель           |
| 1977 | США (Billboard 200)                                                      | 154            | 11 недель          |
| 1977 | Швеция (Topplistan)                                                      | 29             | 5 недель           |
|      |                                                                          |                |                    |
| 1978 | Нидерланды (Nationale Hitparade LP Top 30/Nationale Hitparade LP Top 50) | 10             | 10 недель          |
|      |                                                                          |                |                    |
| 1981 | Новая Зеландия (New Zealand Albums Chart)                                | 42             | 1 неделя           |
|      |                                                                          |                |                    |
| 2003 | Норвегия (VG-lista)                                                      | 37             | 1 неделя           |
| 2003 | Франция (SNEP)                                                           | 9              | 9 недель           |
|      |                                                                          |                |                    |
| 2014 | Франция (SNEP)                                                           | 266            | 3 недели           |

## Сертификации и уровни продаж
| Регион | Сертификация  | Продажи    |
| --- | ------------- | ---------- |
| Австралия (ARIA) | 5× Платиновый | 350 000^   |
| Великобритания (BPI) | Золотой       | 100 000^   |
| Германия (BVMI) | Платиновый    | 500 000^   |
| Испания (PROMUSICAE) | Золотой       | 50 000^    |
| США (RIAA) | 2× Платиновый | 2 000 000^ |
| Франция (SNEP) | Золотой       | 100 000*   |
| * Данные о продажах приведены только на основе сертификации. ^ Данные о тиражах приведены только на основе сертификации. |               |            |